# Färöische Handballmeisterschaft
Die Färöische Handballmeisterschaft wird auf den Färöern seit 1943 ausgetragen. Während bei den Frauen keine Unterbrechung des Ligabetriebes im Handball stattfand, wurde bei den Männern 1946 und 1947 keine Meisterschaft ausgespielt. 2020 wurde die Saison wegen der COVID-19-Pandemie auf den Färöern nicht zu Ende gespielt. Neben der Meisterschaft wird seit 1985 beziehungsweise 1987 auch ein Pokalwettbewerb ausgetragen.

## Frauen

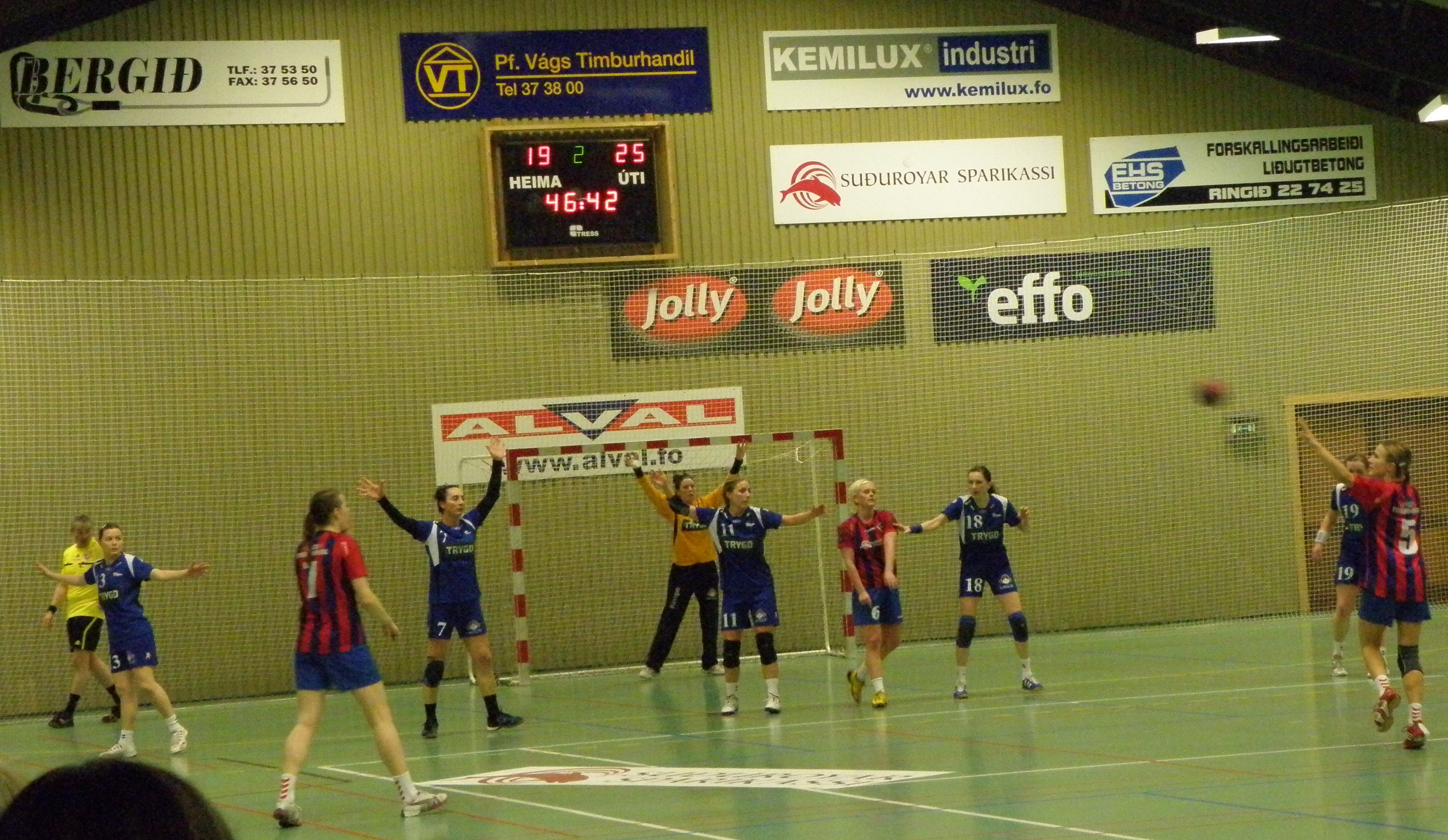
VB Vágur (rot-blau) im Spiel gegen Neistin Tórshavn (dunkelblau) 2011.

Die Frauen trugen die Meisterschaft bis 2004 in der 1. deild kvinnur (deutsch 1. Liga der Frauen) aus, ab 2005 hieß die erste Liga aufgrund eines Sponsorings Sunsetkappingin, 2013/14 Elektron deildin und von 2014 bis 2018 hvonn deildin. Seit der Saison 2018/19 wird in der SMS-deildin gespielt. Bis auf wenige Ausnahmen dominierte Neistin bis einschließlich 1997 die Liga, die nächsten Meisterschaften folgten erst wieder 2011 und 2012. Neistin hält auch den Rekord für die meisten Meisterschaften in Folge. Von 1982 bis 1990 wurden diese neun Mal in Serie gewonnen. Die Saison wird von September bis Mai ausgetragen. In der Liga spielen acht Teams jeweils drei Mal gegeneinander. Nach dem Abschluss der Ligaspiele treffen der Erst- und Viertplatzierte sowie der Zweit- und Drittplatzierte im Best-of-Three-Modus aufeinander, die siegreichen Mannschaften spielen daraufhin im Best-of-Five-Modus den färöischer Meister aus. In der EHF-Rangliste sind die Färöer für die Saison 2023/24 mit 8,67 Punkten auf Platz 15 für den EHF European Cup geführt, womit vier Teams startberechtigt wären. 2023/24 nahm H71 Tórshavn am EHF-Pokal teil.

### Bisherige Meister
| - 1943: Neistin Tórshavn - 1944: Vípan Tórshavn - 1945: Stjørnan Klaksvík - 1946: Neistin Tórshavn - 1947: EB Eiði - 1948: Neistin Tórshavn - 1949: Vípan Tórshavn - 1950: VB Vágur - 1951: Vestmanna ÍF - 1952: Neistin Tórshavn - 1953: Neistin Tórshavn - 1954: Neistin Tórshavn - 1955: Neistin Tórshavn - 1956: Neistin Tórshavn - 1957: Neistin Tórshavn - 1958: Søljan Sandavágur - 1959: Neistin Tórshavn - 1960: Søljan Sandavágur - 1961: Søljan Sandavágur - 1962: Søljan Sandavágur - 1963: Vestmanna ÍF - 1964: Kyndil Tórshavn - 1965: Søljan Sandavágur - 1966: Neistin Tórshavn - 1967: Neistin Tórshavn - 1968: Vestmanna ÍF - 1969: Neistin Tórshavn - 1970: Neistin Tórshavn | - 1971: Neistin Tórshavn - 1972: Neistin Tórshavn - 1973: Neistin Tórshavn - 1974: Neistin Tórshavn - 1975: Kyndil Tórshavn - 1976: Neistin Tórshavn - 1977: Stjørnan Klaksvík - 1978: Neistin Tórshavn - 1979: Neistin Tórshavn - 1980: Neistin Tórshavn - 1981: Kyndil Tórshavn - 1982: Neistin Tórshavn - 1983: Neistin Tórshavn - 1984: Neistin Tórshavn - 1985: Neistin Tórshavn - 1986: Neistin Tórshavn - 1987: Neistin Tórshavn - 1988: Neistin Tórshavn - 1989: Neistin Tórshavn - 1990: Neistin Tórshavn - 1991: Skála ÍF - 1992: Neistin Tórshavn - 1993: Skála ÍF - 1994: Neistin Tórshavn - 1995: Neistin Tórshavn - 1996: Neistin Tórshavn - 1997: Neistin Tórshavn - 1998: Kyndil Tórshavn | - 1999: Kyndil Tórshavn - 2000: Stjørnan Klaksvík - 2001: Vestmanna ÍF - 2002: Vestmanna ÍF - 2003: VB Vágur - 2004: Stjørnan Klaksvík - 2005: VB Vágur - 2006: Stjørnan Klaksvík - 2007: Stjørnan Klaksvík - 2008: Stjørnan Klaksvík - 2009: Tjaldur Runavík - 2010: Stjørnan Klaksvík - 2011: Neistin Tórshavn - 2012: Neistin Tórshavn - 2013: Neistin Tórshavn - 2014: Kyndil Tórshavn - 2015: Neistin Tórshavn - 2016: Neistin Tórshavn - 2017: Kyndil Tórshavn - 2018: Vestmanna ÍF - 2019: Kyndil Tórshavn - 2020: kein Meister - 2021: Stranda ÍF - 2022: H71 Tórshavn - 2023: H71 Tórshavn - 2024: Kyndil Tórshavn |

### Rekordmeister
| Titel | Mannschaft        | Saisons |
| ----- | ----------------- | --- |
| 41    | Neistin Tórshavn  | 1943, 1946, 1948, 1952, 1953, 1954, 1955, 1956, 1957, 1959, 1966, 1967, 1969, 1970, 1971, 1972, 1973, 1974, 1976, 1978, 1979, 1980, 1982, 1983, 1984, 1985, 1986, 1987, 1988, 1989, 1990, 1992, 1994, 1995, 1996, 1997, 2011, 2012, 2013, 2015, 2016 |
| 09    | Stjørnan Klaksvík | 1945, 1958, 1977, 2000, 2004, 2006, 2007, 2008, 2010 |
| 09    | Kyndil Tórshavn   | 1964, 1975, 1981, 1998, 1999, 2014, 2017, 2019, 2024 |
| 06    | Vestmanna ÍF      | 1951, 1963, 1968, 2001, 2002, 2018 |
| 04    | Søljan Sandavágur | 1960, 1961, 1962, 1965 |
| 03    | VB Vágur          | 1950, 2003, 2005 |
| 02    | Vípan Tórshavn    | 1944, 1949 |
| 02    | Skála ÍF          | 1991, 1993 |
| 02    | H71 Tórshavn      | 2022, 2023 |
| 01    | EB Eiði           | 1947 |
| 01    | Tjaldur Runavík   | 2009 |
| 01    | Stranda ÍF        | 2021 |

### Teilnehmer 2024/25
- EB Eiði
- H71 Tórshavn
- Kyndil Tórshavn
- Neistin Tórshavn
- Stjørnan Klaksvík
- Stranda ÍF
- VB Vágur
- Vestmanna ÍF

## Männer
Die Männer spielten bis 2004 in der 1. deild menn (deutsch 1. Liga der Männer). 2005 kam es ebenfalls aufgrund eines Sponsorings zu einer Namensänderung in Atlantic Airways deildin, von 2015 bis 2017 hieß die Liga FTZ deildin, von 2018 bis 2020 Okkara-deildin. Seit 2020 trägt sie den Namen Burn-deildin. Im Gegensatz zu den Frauen gibt es mit Kyndil und VÍF hauptsächlich zwei Mannschaften, die die Liga abwechselnd dominierten. Von 1957 bis 1998 gab es ausschließlich 1978 mit Neistin Tórshavn einen anderen Meister. Kyndil hält auch den Rekord für die meisten Meisterschaften in Folge, von 1958 bis 1967 gewannen sie den Titel neun Mal in Serie. Die Saison wird von September bis Mai ausgetragen. In der Liga spielen sieben Teams jeweils drei Mal gegeneinander. Nach dem Abschluss der Ligaspiele treffen der Erst- und Viertplatzierte sowie der Zweit- und Drittplatzierte im Best-of-Three-Modus aufeinander, die siegreichen Mannschaften spielen daraufhin im Best-of-Five-Modus den färöischer Meister aus. In der EHF-Rangliste sind die Färöer für die Saison 2023/24 mit 3,00 Punkten auf Platz 18 für den EHF European Cup geführt, womit vier Teams startberechtigt wären. 2023/24 nahmen Neistin Tórshavn und Team Klaksvík daran teil.

### Bisherige Meister
| - 1943: Stranda ÍF - 1944: Stranda ÍF - 1945: Stranda ÍF - 1946: keine Austragung - 1947: keine Austragung - 1948: Vestmanna ÍF - 1949: Neistin Tórshavn - 1950: Vestmanna ÍF - 1951: Vestmanna ÍF - 1952: Vestmanna ÍF - 1953: Neistin Tórshavn - 1954: Vestmanna ÍF - 1955: Neistin Tórshavn - 1956: SÍF Sandavágur - 1957: Vestmanna ÍF - 1958: Kyndil Tórshavn - 1959: Kyndil Tórshavn - 1960: Kyndil Tórshavn - 1961: kein Meister - 1962: Kyndil Tórshavn - 1963: Kyndil Tórshavn - 1964: Kyndil Tórshavn - 1965: Kyndil Tórshavn - 1966: Kyndil Tórshavn - 1967: Kyndil Tórshavn - 1968: Vestmanna ÍF - 1969: Kyndil Tórshavn - 1970: Kyndil Tórshavn | - 1971: Kyndil Tórshavn - 1972: Kyndil Tórshavn - 1973: Kyndil Tórshavn - 1974: Kyndil Tórshavn - 1975: Vestmanna ÍF - 1976: Kyndil Tórshavn - 1977: Kyndil Tórshavn - 1978: Neistin Tórshavn - 1979: Kyndil Tórshavn - 1980: Vestmanna ÍF - 1981: Kyndil Tórshavn - 1982: Vestmanna ÍF - 1983: Vestmanna ÍF - 1984: Kyndil Tórshavn - 1985: Vestmanna ÍF - 1986: Vestmanna ÍF - 1987: Vestmanna ÍF - 1988: Kyndil Tórshavn - 1989: Kyndil Tórshavn - 1990: Kyndil Tórshavn - 1991: Kyndil Tórshavn - 1992: Kyndil Tórshavn - 1993: Vestmanna ÍF - 1994: Kyndil Tórshavn - 1995: Vestmanna ÍF - 1996: Kyndil Tórshavn - 1997: Vestmanna ÍF - 1998: Vestmanna ÍF | - 1999: Stranda ÍF - 2000: Neistin Tórshavn - 2001: Vestmanna ÍF - 2002: Vestmanna ÍF - 2003: Stranda ÍF - 2004: Kyndil Tórshavn - 2005: Vestmanna ÍF - 2006: Kyndil Tórshavn - 2007: Kyndil Tórshavn - 2008: Neistin Tórshavn - 2009: H71 Tórshavn - 2010: Neistin Tórshavn - 2011: Neistin Tórshavn - 2012: H71 Tórshavn - 2013: Kollafjarðar ÍF - 2014: Kollafjarðar ÍF - 2015: Vestmanna ÍF - 2016: Vestmanna ÍF - 2017: H71 Tórshavn - 2018: H71 Tórshavn - 2019: H71 Tórshavn - 2020: kein Meister - 2021: Vestmanna ÍF - 2022: H71 Tórshavn - 2023: H71 Tórshavn - 2024: H71 Tórshavn |

### Rekordmeister
| Titel | Mannschaft       | Saisons |
| ----- | ---------------- | --- |
| 30    | Kyndil Tórshavn  | 1958, 1959, 1960, 1962, 1963, 1964, 1965, 1966, 1967, 1969, 1970, 1971, 1972, 1973, 1974, 1976, 1977, 1979, 1981, 1984, 1988, 1989, 1990, 1991, 1992, 1994, 1996, 2004, 2006, 2007 |
| 24    | Vestmanna ÍF     | 1948, 1950, 1951, 1952, 1954, 1957, 1968, 1975, 1980, 1982, 1983, 1985, 1986, 1987, 1993, 1995, 1997, 1998, 2001, 2002, 2005, 2015, 2016, 2021                                     |
| 08    | Neistin Tórshavn | 1949, 1953, 1955, 1978, 2000, 2008, 2010, 2011 |
| 08    | H71 Tórshavn     | 2009, 2012, 2017, 2018, 2019, 2022, 2023, 2024 |
| 05    | Stranda ÍF       | 1943, 1944, 1945, 1999, 2003 |
| 02    | Kollafjarðar ÍF  | 2013, 2014 |
| 01    | SÍF Sandavágur   | 1956 |

### Teilnehmer 2024/25
- H71 Tórshavn
- Kollafjarðar ÍF
- Kyndil Tórshavn
- Neistin Tórshavn
- Stranda ÍF
- Team Klaksvík
- Vestmanna ÍF